# A180 road
Die A180 road (englisch für Straße A180) ist eine bis Grimsby als Primary route ausgewiesene Fernverkehrsstraße mit getrennten Richtungsfahrbahnen in England, allerdings ohne befestigte Seitenstreifen. Lediglich der kurze Endabschnitt vor Grimsby bis Cleethorpes ist eine normale Landstraße.

## Verlauf
Die Straße setzt den M180 motorway nach Osten fort. Kurz vor Immingham zweigt nach Nordosten die ebenfalls vierstreifig ausgebaute A160 road zum Hafen Immingham Dock ab. Die Straße führt durch den früher wichtigen Fischereihafen Grimsby und endet rund 3 km weiter in Cleethorpes.